# Tasa de flujo de calor
La tasa de flujo de calor es la cantidad de calor que se transfiere por unidad de tiempo en algún material, generalmente medido en vatios ( julios por segundo). El calor es el flujo de energía térmica impulsado por el desequilibrio térmico, de modo que el "flujo de calor" es una redundancia (es decir, un pleonasmo, y lo mismo para el "flujo de trabajo"). El calor no debe confundirse con la energía térmica almacenada, y mover un objeto caliente de un lugar a otro no debe llamarse transferencia de calor. Pero, a pesar de todos estos comentarios, es común en el lenguaje normal decir 'flujo de calor', hablar de 'contenido de calor', etc.
Velocidad de flujo de calor = - (coeficiente de transferencia de calor) * (área del cuerpo) * (variación de la temperatura) / (longitud del material)
La fórmula para la tasa de flujo de calor es: 
{\displaystyle {\frac {\Delta Q}{\Delta t}}=-kA{\frac {\Delta T}{\Delta x}}}
{\displaystyle \Delta Q}es la transferencia neta de calor (energía), 
{\displaystyle \Delta t}es el tiempo necesario, 
{\displaystyle \Delta T}es la diferencia de temperatura entre los lados frío y caliente. 
{\displaystyle \Delta x} es el espesor del material que conduce el calor (distancia entre los lados caliente y frío), 
{\displaystyle k}es la conductividad térmica, y 
{\displaystyle A}es el área superficial de la superficie que emite calor. 
Si una pieza de material cuya sección transversal es  {\displaystyle A} y el espesor es  {\displaystyle \Delta x}con una diferencia de temperatura  {\displaystyle \Delta T}entre sus caras se observa, el calor fluye entre las dos caras en una dirección perpendicular a las caras. La tasa de tiempo del flujo de calor,   {\displaystyle {\frac {\Delta Q}{\Delta t}}}, para pequeños   {\displaystyle \Delta Q} y pequeños   {\displaystyle \Delta t}, es proporcional a   {\displaystyle A\times {\frac {\Delta T}{\Delta x}}}. En el límite del espesor infinitesimal  {\displaystyle \Delta x}, con diferencia de temperatura   {\displaystyle \Delta T} , esto se convierte en  {\displaystyle H=-kA({\frac {\Delta T}{\Delta x}})}, donde  {\displaystyle H(={\frac {\Delta Q}{\Delta t}})} es la tasa de tiempo del flujo de calor a través del área   {\displaystyle A},   {\displaystyle {\frac {\Delta T}{\Delta x}}} es el gradiente de temperatura a través del material, y  {\displaystyle k}la constante de proporcionalidad es la conductividad térmica del material. La gente suele usar  {\displaystyle k},   {\displaystyle \lambda }, o la letra griega  {\displaystyle \kappa }para representar esta constante. El signo menos está ahí porque la tasa de flujo de calor es siempre negativa: el calor fluye desde el lado a una temperatura más alta a la temperatura más baja, no al revés.